# Монтей (Кальвадос)
Монте́й (фр. Monteille) — коммуна во Франции, находится в регионе Нижняя Нормандия. Департамент коммуны — Кальвадос. Входит в состав кантона Мезидон-Канон. Округ коммуны — Лизьё.
Код INSEE коммуны — 14444.

## Население
Население коммуны на 2010 год составляло 165 человек.
| 1962 | 1968 | 1975 | 1982 | 1990 | 1999 | 2010 |
| ---- | ---- | ---- | ---- | ---- | ---- | ---- |
| 130  | 115  | 102  | 126  | 131  | 163  | 165  |

## Экономика
В 2010 году среди 105 человек трудоспособного возраста (15—64 лет) 71 были экономически активными, 34 — неактивными (показатель активности — 67,6 %, в 1999 году было 62,0 %). Из 71 активных жителей работали 67 человек (35 мужчин и 32 женщины), безработных было 4 (2 мужчин и 2 женщины). Среди 34 неактивных 6 человек были учениками или студентами, 16 — пенсионерами, 12 были неактивными по другим причинам.